# Тоді і тепер (роман)
Тоді і тепер (англ. Then and now) – історичний роман Сомерсета Моема. Вперше опублікований 1 січня 1946 року видавництвом  Doubleday & Company, Inc.

## Сюжет
Події, викладені у романі, розгортаються на початку  XVI століття.
Нікколо Макіавеллі – секретар Другої канцелярії Флорентійської республіки, направлений послом в Імолу до герцога Чезаре Борджіа.
Завданням Макіавеллі є ведення перемовин із герцогом задля запобігання його нападу на Флоренцію. При цьому у Макіавеллі немає реальних повноважень для прийняття остаточних рішень, що, в ході перемовин, дратує герцога. Проте Борджіа вражений досвідом Макіавеллі та пропонує йому поступити до нього на службу. Макіавеллі відмовляється, мотивуючи відмову любов’ю до рідного міста. 
При цьому, під час перебування в Імолі, в Макіавеллі виникає невдала любовна інтрига, яку він пізніше обіграв у п’єсі «Мандрагора».

## Критика
Роман був невисоко оцінений критиками, зокрема виданням «Kirkus Reviews» роман охарактеризований, як історія конфліктів італійських міст, за якою важко стежити через плутанину.
Проте Люїс Вайсберг, співавторка «Yahoo! Voices» вважає, що роман буде приємним усім, хто цікавиться історією Італії.